# Nick Út

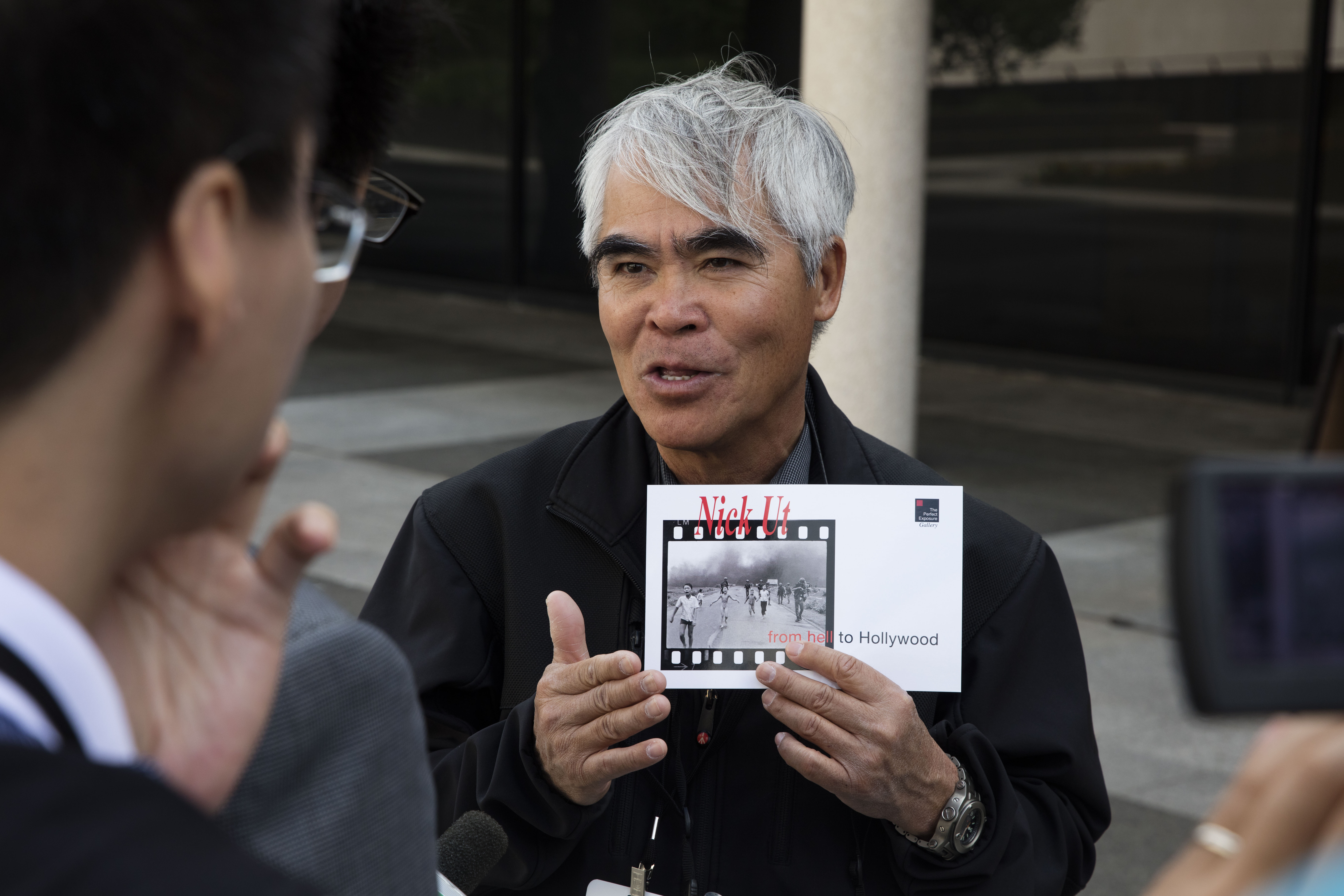
Nick Út mit einem Journalisten vor dem LBJ Library & Museum, April 2016

Nick Út, eigentlich Huynh Cong Út (* 29. März 1951 in Long An), ist ein vietnamesisch-amerikanischer Fotograf. Er war Kriegsreporter in Vietnam und galt lange als Urheber eines Kriegsfotos (The Terror of War), das vor einem irrtümlichen südvietnamesischen Napalmangriff fliehende vietnamesische Kinder zeigt. Dieses Foto gilt als Medienikone, gewann den World Press Photo Award und machte den Fotografen weltbekannt. Im Januar 2025 wurde Úts Urheberschaft des Fotos in einer Dokumentation in Frage gestellt. Seitdem gilt die Autorenschaft des Fotos bei den World Press Photo Awards als umstritten. Nick Út lebt heute in Los Angeles; er ist als Fotoreporter für die Agentur Associated Press tätig.
Laut dem im Januar 2025 erschienenen Dokumentarfilm The Stringer wurde das Foto nicht von Út geschossen, sondern von einem lokalen Freelancer; die Behauptung wurde aber von der Bildagentur Associated Press angefochten. Im Mai 2025 entzog die World Press Photo Nick Ut die Anerkennung für das Foto.

## Das Foto
Nick Út war im Auftrag von Associated Press (AP) als Fotoreporter im Vietnamkrieg tätig. Am 8. Juni 1972 war er mit einer Gruppe Journalisten zu dem Dorf Trảng Bàng unterwegs. Er beschreibt später in einem Interview die Szene folgendermaßen:

“When we [the reporters] moved closer to the village we saw the first people running. I thought ‘Oh my God’ when I suddenly saw a woman with her leg badly burned by napalm. Then came a woman carrying a baby, who died, then another woman carrying a small child with its skin coming off. When I took a picture of them I heard a child screaming and saw that young girl who pulled off all her burning clothes.”

„Als wir [die Reporter] uns dem Dorf näherten, sahen wir die ersten Leute rennen. Ich dachte nur ‚Oh Gott‘, als ich eine Frau sah, deren Beine vom Napalm schwer verbrannt waren. Dann kam eine Frau mit einem Baby, das starb, danach eine weitere Frau, die ein kleines Kind trug, dessen Haut in Fetzen herunter hing. Als ich ein Foto von ihr machte, hörte ich ein Kind schreien und sah das kleine Mädchen, das sich seine brennenden Kleider vom Leib riß.“

Daraufhin machte Nick Út das Foto von der neunjährigen Phan Thị Kim Phúc, wie sie zusammen mit anderen Kindern unmittelbar nach dem Napalmangriff aus ihrem Dorf flieht. Gleich darauf fuhr er das Kind mit seinem Wagen ins Krankenhaus. Horst Faas als damaliger Leiter des AP-Büros in Saigon sorgte trotz einiger Bedenken seiner Mitarbeiter wegen der Aufnahme eines nackten Mädchens für eine Veröffentlichung des Fotos.
In diesem Kontext ist erwähnenswert, dass zwei Versionen des Bildes existieren. Auf dem vollständigen Bild ist rechts der bekannte amerikanische Fotograf David Burnett zu erkennen, der gerade seinen Film wechselt. Später wurde der rechte Teil des Bildes weggeschnitten.

## Pulitzer-Preis
Das Foto wurde zum Pressefoto des Jahres 1972 gewählt, und ein Jahr danach erhielt Út den Pulitzer-Preis. In der Folge erschien das Bild auf den Titelseiten nahezu aller Tageszeitungen und trug in nicht zu unterschätzendem Maße zur Diskussion über Legitimität und Vorgehensweise der US-Truppen in Südostasien bei.

## Heute
Nach dem Ende des Krieges floh er in die USA, wo er die amerikanische Staatsbürgerschaft annahm.
Genau 35 Jahre nach dem Napalmangriff, am 8. Juni 2007, gelang ihm als einzigem von Hunderten von Fotografen ein Bild der weinenden Paris Hilton, die wegen Trunkenheit am Steuer einige Tage ins Gefängnis musste.

## Film
- Marc Wiese: Das Mädchen und das Foto. Deutschland, Dokumentation, 2009, 53 Min. (Nachdem er das Bild von dem friendly fire auf ganze Familien geschossen hat, bringt der Fotograf das Mädchen in das nächstgelegene Krankenhaus. Tage später – als das Foto längst weltberühmt ist – wird Kim Phúc von anderen Journalisten in eine Spezialklinik für Verbrennungen in Saigon gebracht. Ohne die Veröffentlichung wäre sie gestorben. Sie, nach 17 Operationen, ihre Mutter und der Fotograf werden im Film u. a. interviewt. Es gibt nicht nur Fotografien, sondern auch Filmaufnahmen der Szene.)